# Громадянський союз (Латвія)
Громадянський союз (латис. Pilsoniskā savienība, PS) — латвійська права політична партія, створена 26 квітня 2008 року на основі об'єднання низки колишніх членів партій Вітчизні і свободі/ДННЛ і Новий час.
Лідери — екс-міністр оборони Гірт Валдіс Крістовскіс і екс-єврокомісар Сандра Калніете.
На виборах Європарламенту в червні 2009 року отримала перше місце і 2 мандати з 8 латвійських, на виборах Ризької думи тоді ж — друге місце і 14 місць з 60.
З березня 2009 року ГС бере участь в уряді Латвії — в першому кабінеті Домбровскіса він був представлений міністром оборони І. В. Ліегіс. У другому кабінеті Домбровскіса (з листопада 2010 року) ГС отримав пости міністрів закордонних справ (Г. В. Крістовскіс) та культури (С. Елерт).
6 серпня 2011 він був об'єднаний з двома іншими партіями, щоб сформувати нову політичну партію Єдність .